# Dolichopeza subcuneata
Dolichopeza subcuneata är en tvåvingeart som beskrevs av Alexander 1934. Dolichopeza subcuneata ingår i släktet Dolichopeza och familjen storharkrankar. Inga underarter finns listade i Catalogue of Life.